# Neolimnomyia filata
Neolimnomyia filata är en tvåvingeart som först beskrevs av Walker 1856.  Neolimnomyia filata ingår i släktet Neolimnomyia och familjen småharkrankar. Inga underarter finns listade i Catalogue of Life.